# Pante Ara (Beutong)
Pante Ara is een bestuurslaag in het regentschap Nagan Raya van de provincie Atjeh, Indonesië. Pante Ara telt 355 inwoners (volkstelling 2010).